# Генеральний секретар Виконавчого юаня Республіки Китай
Генеральний секретар Виконавчого юаня Республіки Китай — керівник апарату Виконавчого юаня, виконавчої гілки центрального уряду Республіки Китай, який займається адміністративними справами, йому допомагають два заступники Генерального секретаря.

## Список
| №  | Ім'я           | Зображення | Строк             | Строк             | Дні  | Партія                          | Уряд                   |
| №  | Ім'я           | Зображення | Початок           | Кінець            | Дні  | Партія                          | Уряд                   |
| -- | -------------- | ---------- | ----------------- | ----------------- | ---- | ------------------------------- | ---------------------- |
| 1  | Лі Вейґо       |            | 31 травня 1948    | 22 грудня 1948    | 205  | Гоміндан                        | Вен ВеньхаоСунь Фо     |
| 2  | Дуаньму Кай    |            | 22 грудня 1948    | 31 травня 1948    | 99   | Гоміндан                        | Сунь Фо                |
| 3  | Хуаншао Ґу     |            | 21 березня 1949   | 12 червня 1949    | 73   | Гоміндан                        | Хе Їнцінь              |
| 4  | Цзя Цзінде     |            | 12 червня 1949    | 12 березня 1950   |      | Гоміндан                        | Янь Сішань             |
| 5  | Хуаншао Ґу     |            | 12 березня 1950   | 1 червня 1954     | 1542 | Гоміндан                        | Чень Чен               |
| 6  | Чень Цінюй     |            | 1 червня 1954     | 14 липня 1958     | 1504 | Гоміндан                        | Юй ХунцзюньЧень Чен    |
| 7  | Чень Сюепін    |            | 14 липня 1958     | 29 листопада 1967 | 3425 | Гоміндан                        | Чень ЧенЯнь Цзягань    |
| 8  | Цзян Яньши     |            | 29 листопада 1967 | 29 травня 1972    | 1643 | Гоміндан                        | Янь Цзягань            |
| 9  | Фей Хуа        |            | 29 травня 1972    | 9 червня 1976     | 1472 | Гоміндан                        | Цзян Цзін-го           |
| 10 | Чжан Цзічжен   |            | травень 1976      | травень 1978      |      | Гоміндан                        | Цзян Цзін-го           |
| 11 | Ма Цзічжуан    |            | травень 1978      | грудень 1978      |      | Гоміндан                        | Сунь Юньсюань          |
| 12 | Цзюй Шаохуа    |            | грудень 1978      | травень 1984      |      | Гоміндан                        | Сунь Юньсюань          |
| 13 | Ван Чжанцін    |            | 1 червня 1984     | липень 1988       |      | Гоміндан                        | Юй Гохуа               |
| 14 | Цянь Чунь      |            | липень 1988       | травень 1989      |      | Гоміндан                        | Юй Гохуа               |
| 15 | Ван Чжаомін    |            | 1989              | 26 лютого 1993    |      | Гоміндан                        | Лі ХуаньХао Боцунь     |
| 16 | Лі Хоуґао      |            | 26 лютого 1993    | 14 грудня 1993    | 291  | Гоміндан                        | Лянь Чжань             |
| 17 | Чжао Шоубо     |            | 14 грудня 1993    | 1 вересня 1997    | 1357 | Гоміндан                        | Лянь Чжань             |
| 18 | Чжан Юхуей     |            | 1 вересня 1997    | 27 січня 1999     | 513  | Гоміндан                        | Сяо Ваньчан            |
| 19 | Сє Шеньшань    |            | 27 січня 1999     | 20 травня 2000    | 479  | Гоміндан                        | Сяо Ваньчан            |
| 20 | Вей Цілінь     |            | 20 травня 2000    | 6 жовтня 2000     | 139  | Демократична прогресивна партія | Тан Фей                |
| 21 | Цю Їжень       |            | 6 жовтня 2000     | 1 лютого 2002     | 483  | Демократична прогресивна партія | Чжан Цзюньсюн          |
| 22 | Лі Їнюань      |            | 1 лютого 2002     | 1 липня 2002      | 150  | Демократична прогресивна партія | Ю Сікунь               |
| 23 | Лю Шифан       |            | 1 липня 2002      | 20 травня 2004    | 689  | Демократична прогресивна партія | Ю Сікунь               |
| 24 | Є Ґосін        |            | 20 травня 2004    | 1 лютого 2005     | 257  | Незалежний                      | Ю Сікунь               |
| 25 | Лі Їнюань      |            | 1 лютого 2005     | 14 вересня 2005   | 225  | Демократична прогресивна партія | Сє Чантін              |
| 26 | Чжо Жунтай     |            | 14 вересня 2005   | 25 січня 2006     | 133  | Демократична прогресивна партія | Сє Чантін              |
| 27 | Лю Юйшань      |            | 25 січня 2006     | 21 травня 2007    | 481  | Незалежний                      | Су Чженьчан            |
| 28 | Чень Цзінцзюнь |            | 21 травня 2007    | 20 травня 2008    | 365  | Демократична прогресивна партія | Чжан Цзюньсюн          |
| 29 | Сюе Сянчуань   |            | 20 травня 2008    | 10 вересня 2009   | 478  | Гоміндан                        | Лю Чжаосюань           |
| 30 | Лінь Чжунсень  |            | 10 вересня 2009   | 5 лютого 2012     | 879  | Гоміндан                        | У Дуньї                |
| 31 | Лінь Їши       |            | 5 лютого 2012     | 29 червня 2012    | 144  | Гоміндан                        | Чень Чун               |
| 32 | Чень Шикуй     |            | 10 липня 2012     | 7 лютого 2013     | 212  | Гоміндан                        | Чень Чун               |
| 33 | Чень Вейжень   |            | 18 лютого 2013    | 28 лютого 2014    | 376  | Гоміндан                        | Цзян Їхуа              |
| 34 | Лі Сичуань     |            | 1 березня 2014    | 21 січня 2015     | 326  | Гоміндан                        | Цзян ЇхуаМао Чжіго     |
| 35 | Цзян Тайлан    |            | 24 січня 2015     | 20 травня 2016    | 482  | Гоміндан                        | Мао ЧжігоЧжан Шаньчжен |
| 36 | Чень Мейлін    |            | 20 травня 2016    | 7 вересня 2017    | 476  | Незалежний                      | Лінь Цюань             |
| 37 | Чжо Жунтай     |            | 8 вересня 2017    | 28 грудня 2018    | 476  | Демократична прогресивна партія | Лай Цінде              |
| 38 | Лі Менянь      |            | 14 січня 2019     | чинний            | 2237 | Незалежний                      | Су Чженьчан            |